# Ширли, Уильям
Уильям Ширли (англ. William Shirley; 2 декабря 1694 — 24 марта 1771) — английский колониальный политик, губернатор провинции Массачусетс-Бэй (1741—1749 и 1753—1756) и Багамских островов (1760—1768).
Наиболее известен своей ролью в организации осады Луисбурга 1745 года во время войны короля Георга и военных делах во время французской и индейской войны.
Начал свою карьеру в Массачусетсе в качестве адвоката в адмиралтейском суде и стал противником губернатора Джонатана Белчера. Присоединился к другим политическим врагам Белчера, чтобы добиться его отставки, после чего был назначен губернатором Массачусетса вместо Белчера. Успешно успокоил политические разногласия внутри провинции и смог добиться совместных действий против Новой Франции, когда началась война короля Георга в 1744 году.
После войны погряз в спорах о финансировании военных операций и вернулся в Англию в 1749 году для решения политических и юридических вопросов, возникающих в результате этих споров. Затем был назначен в комиссию, созданную Великобританией и Францией для определения колониальных границ в Северной Америке. Его жёсткий подход к переговорам способствовал их провалу, и он вернулся в Массачусетс в 1753 году.
Военные вопросы доминировали в оставшееся время на посту губернатора Массачусетса. Ширли возглавил военную экспедицию, чтобы укрепить форт Осуиго в 1755 году, и стал главнокомандующим после смерти генерала Эдварда Брэддока. Его трудности в организации экспедиций в 1755 и 1756 годах усугублялись политическими спорами с политиками Нью-Йорка и по военным вопросам с индейским агентом сэром Уильямом Джонсоном. Эти разногласия привели к его отставке в 1757 году. В более поздние годы служил губернатором Багамских островов, а затем вернулся в Массачусетс, где и умер.

## Ранние годы
Уильям Ширли, сын Уильяма и Элизабет Годман Ширли, родился 2 декабря 1694 года в поместье Престон в Восточном Суссексе, Англия. Он получил образование в колледже Пембрук, Кембридж, а затем изучал право в Лондоне. В 1717 году умер его дед, оставив внуку имение Оут-Холл в Вивельсфилде и некоторые средства, которые он использовал для покупки должности в Лондоне. Примерно в то же время он женился на Фрэнсис Баркер, с которой у него было большое количество детей. Его наследство было значительным (около 10 000 фунтов стерлингов), и Уильям вёл роскошный образ жизни, хотя понёс значительные финансовые потери в депрессии 1721 года. Финансовые запросы его большой семьи (он и Фрэнсис имели восемь детей к 1731 году) побудили Ширли искать назначения в североамериканских колониях. Его семья имела родственные связи с герцогом Ньюкаслом, который стал покровителем Ширли, а также с Артуром Онслоу, спикером палаты общин. С рекомендательными письмами от Ньюкасла и других (но без конкретного назначения) Ширли прибыл в Бостон, Массачусетс, в 1731 году.

## Адвокат
Ширли был принят безразлично губернатором Массачусетса Джонатаном Белчером, который отказал ему в покровительстве. В 1733 году претендовал на место Дэвида Данбара в качестве генерального инспектора короны, но Данбар в конце концов сохранил пост. Влияние Ньюкасла в конечном итоге дало Ширли должность главного адвоката в адмиралтейском суде. Белчер сопротивлялся дальнейшим прошениям от Ньюкасла по продвижению Ширли, и Ширли начал использовать свой пост для активного преследования сторонников Белчера, чьи незаконные операции по лесозаготовкам попали под его юрисдикцию.

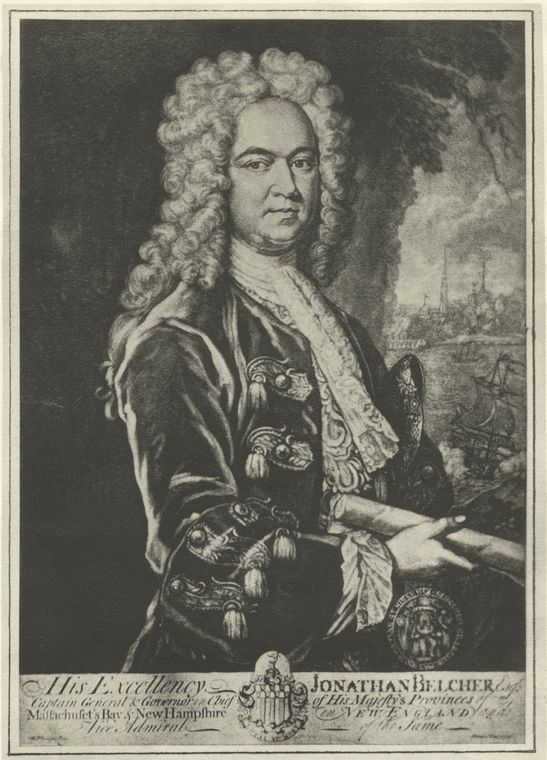
Джонатан Белчер

Ширли также стал другом Сэмуэла Уолдо, богатого торговца и крупного землевладельца в восточном районе провинции (ныне штат Мэн), где несоблюдение законов о лесозаготовке сторонниками Белчера нанесло ущерб его бизнесу. В 1736 году Ширли отправил свою жену в Лондон, чтобы лоббировать от его имени кампанию против Белчера. Уолдо тоже в конце концов отправился в Лондон; связи Ширли с Ньюкаслом и деньги Уолдо вскоре дали результаты. Когда к ним присоединились недовольные землевладельцы Нью-Хэмпшира (Белчер также был губернатором Нью-Хэмпшира), началось полномасштабное наступление на позиции Белчера. Оно включало по крайней мере одно поддельное письмо со стороны противников Белчера в попытке дискредитировать губернатора.
В 1739 году Тайный совет начал обсуждать идею замены Белчера. Точные причины его увольнения неясны, скорее всего оно объяснялось тем, что Белчер нажил себе слишком много врагов, и в условиях войны с Францией не мог полноценно исполнять выдаваемые ему инструкции — оппоненты всячески этому препятствовали. В апреле 1740 года Ньюкасл фактически предложил Ширли возможность доказать, что он мог бы более эффективно мобилизовать ополчение на войну, чем действующий губернатор. Ширли активно взялся за наём солдат и забрасывал Ньюкасла письмами о своих успехах. Ньюкасл передал этот вопрос Мартину Бладену, секретарю Торговой палаты и известному противнику Белчера. Тогда Совет по торговле, по-видимому, решил, что Белчера необходимо заменить. В апреле 1741 года Тайный совет утвердил Уильяма Ширли в качестве губернатора Массачусетса.

## Губернатор Массачусетса
Когда Ширли вступил на пост губернатора Массачусетса в августе 1741 года, он сразу же столкнулся с валютным кризисом. Провинция страдала в течение многих лет от инфляции, вызванной выпуском бумажной валюты. В конце срока пребывания Белчера были выдвинуты конкурирующие предложения для решения проблемы, важнейшим из них было предложение создать банк, обеспеченный недвижимостью. Этот банк (споры о нём внесли вклад в смещение Белчера) был ликвидирован в соответствии с Актом парламента, и Ширли пришлось вести переговоры о возврате вкладов. В этом процессе, который занял остальную часть 1741 года, Ширли сумел провести через провинциальное собрание закон, позволивший удовлетворить требования всех кредиторов банка.
Ширли активно укреплял военную оборону колонии. Он создал ряд баз ополченцев на границе (рейнджеры Берка и рейнджеры Горхама).

### Начало войны
Британия захватила Акадию у Франции в войне Королевы Анны (1702—1713), но Утрехтский договор оставил Кейп-Бретон во французских руках и чётко не разграничил границу между Новой Францией и британскими колониями на Атлантическом побережье. Чтобы защитить важнейший проход из реки Святого Лаврентия в сердце Новой Франции, Франция построила сильную крепость в Луисбурге на атлантическом побережье острова Кейп-Бретон.
Когда Ширли вступил в должность, отношения между Францией и Великобританией были напряжёнными, и появилась вероятность того, что Британия будет вовлечена в войну за австрийское наследство, начавшуюся на европейском материке в 1740 году. Ширли смог добиться роста обороноспособности провинции, а в 1742 году потребовал разрешения от Торговой палаты на печать дополнительной валюты, если война разразится. Это разрешение было предоставлено в 1743 году вместе с предупреждением о возможной войне с Францией. Франция объявила войну Великобритании в марте 1744 года, а войска из Луисбурга совершили набег на британский рыбный порт Кансо на северном конце материковой части Новой Шотландии, прежде чем его жители узнали о начале войны. Французские каперы также начали охотиться на британские и колониальные суда. Британские губернаторы, в том числе Ширли, отправляли корабли колониальной охраны и разрешали своим каперам отвечать на французскую активность.
Кансо использовался рыбаками Новой Англии, и поэтому его захват французами был не в интересах Массачусетса. Ширли получил просьбу о помощи от лейтенант-губернатора Новой Шотландии Пол Маскарена для защиты столицы провинции, города Аннаполис-Ройал. В ответ на захват Кансо и повторную просьбу от Маскарена Ширли отправил две роты добровольцев в Аннаполис-Ройал. Своевременное прибытие этих войск в начале июля привело к снятию французской осады.
Джон Брэдстрит, который был захвачен в Кансо и содержался в тюрьме в Луисбурге, вернулся в Новую Англию в рамках обмена пленными и дал подробный отчёт Ширли, в котором подчёркивал слабые стороны французского форта. Уильям Вон, владелец нескольких предприятий в Мэне, которые были уязвимы для рейдов из Новой Франции, посетил Новую Англию, призывая к экспедиции по захвату Луисбурга. Ширли и другие лидеры Новой Англии и Нью-Йорка направили письма колониальным властям в Лондоне, ища поддержку для такой экспедиции и ссылаясь на уязвимые места Луисбурга. Вон и Брэдстрит планировали напасть на Луисбург в ту же зиму. Ширли сомневался в эффективности этого плана, но в январе 1745 года всё-таки подал его на рассмотрение провинциального собрания, которое отказалось поддержать этот план, но потребовало, чтобы Британия предприняла нападение на Луисбург.
Вон продолжал выступать за быструю экспедицию, заручившись поддержкой торговцев и 200 уважаемых жителей Бостона. Ширли созвал собрание на сессию, чтобы обсудить этот вопрос ещё раз, и это предложение было представлено комитету под председательством Уильяма Пепперрела. Комитет положительно отозвался о плане атаки, и он был одобрен голосованием, проведённым в отсутствие нескольких его противников.
Ширли назначил Уильяма Пепперрела командовать экспедицией, Уильям Вон был назначен полковником, но без командного статуса, а Джон Брэдстрит — военным советником Пепперелла. Ширли попросил поддержки экспедиции от Питера Уоррена, командора эскадрильи Королевского флота в Вест-Индии, но Уоррен отказался из-за возражений своих капитанов. Эта новость прибыла в Бостон, когда экспедиция уже готовилась к отправке.
Несмотря на отсутствие поддержки со стороны Королевского флота, экспедиция Новой Англии отправилась в марте 1745 года в Луисбург. Более 4000 человек на 90 транспортных судах (в основном рыболовных кораблях и прибрежных торговых судах), сопровождаемые шестью колониальными сторожевыми кораблями, собрались у Кансо, дождавшись, когда можно будет зайти в залив Габарус, к югу от Луисбурга, который был выбран местом высадки. Начиная с 22 апреля к экспедиции присоединились четыре военных корабля Королевского флота под командованием командора Уоррена, которые получили официальные приказы помочь экспедиции.

### Осада Луисбурга
Провинциальные силы начали высадку 30 апреля и осадили крепость, в то время как британские корабли блокировали гавань. Американцы начали нести небоевые потери, в то время как британские военно-морские офицеры, у которых было низкое мнение об американских солдатах, всё чаще критиковали американские усилия. Уоррен попытался взять под контроль провинциальные войска, но Пепперрел сопротивлялся этому. Луисбург сдался 17 июня. Американцы потеряли 180 человек в бою и из-за болезней, в то время как корабли Королевского флота ни разу не выстрелили по крепости и потеряли всего одного моряка. Когда победители вступили в Луисбург, между американцами и англичанами возникли трения. Условия капитуляции гарантировали французам сохранение их владений, а американским солдатам был запрещён грабёж крепости. С другой стороны, Королевский флот захватил несколько богатых французских трофеев, и британские моряки открыто хвастались американцам, насколько богатыми они стали по завершении осады.

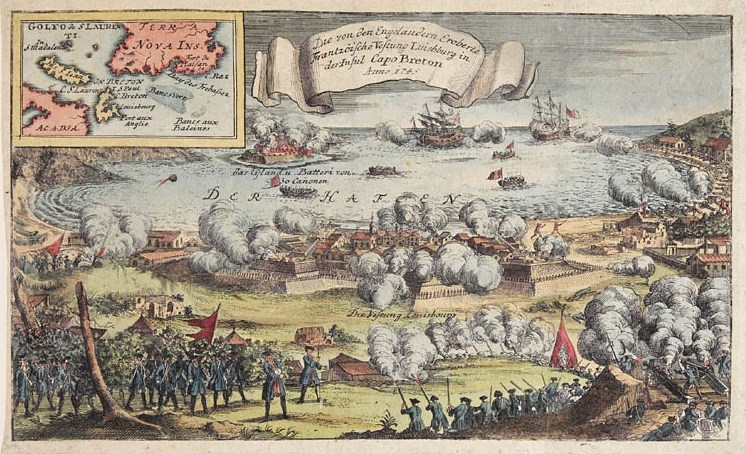
Осада Луисбурга

Американские войска рассчитывали вернуться домой после окончания осады. При этом британское правительство, считавшее, что провинциальные войска неспособны захватить Луисбург самостоятельно, не планировало отправлять свои войска для оккупации крепости. Когда станет очевидно, что британские войска не сменят провинциальное ополчение в Луисбурге как минимум до следующей зимы, губернатор Ширли отправился в Луисбург, чтобы повысить боевой дух войск. Его визит мало повлиял на настроения солдат, и некоторые ополченцы были близки к мятежу. Ширли пообещал немедленно отправить домой большую часть войск и обеспечить более высокую оплату и лучшие поставки для тех, кто останется до весны.
Захват Луисбурга заставил Ширли задуматься о захвате всей Новой Франции. Он написал Ньюкаслу, предложив серию экспедиций, чтобы получить контроль над всеми французскими владениями в Северной Америке. По возвращении в Бостон Ширли начал готовиться к новой экспедиции. В мае 1746 года он отправил в Лондон планы атаки на Квебек с помощью Королевского флота и провинциальных сил, а также план захвата форта Сент-Фредерик на озере Шамплейн. Ширли активизировала вербовку солдат в Массачусетсе и попросил соседних губернаторов внести свой вклад в экспедицию. Однако ожидаемая поддержка Британии так и не была получена, и экспедиции были отменены. От Ньюкасла прибыло письмо, что британское правительство не будет поддерживать какие-либо экспедиции против Новой Франции, что нанесло ущерб репутации Ширли.
Ширли лично получал прибыль от поставок, связанных с экспедицией в Луисбург. В 1746 году он использовал вырученные средства для покупки земли в Роксбери, на которой он построил особняк, ныне известный как Дом Ширли-Юстис. До того, как здание было закончено, его жена умерла от лихорадки в августе 1746 года.

### Принудительная вербовка на флот

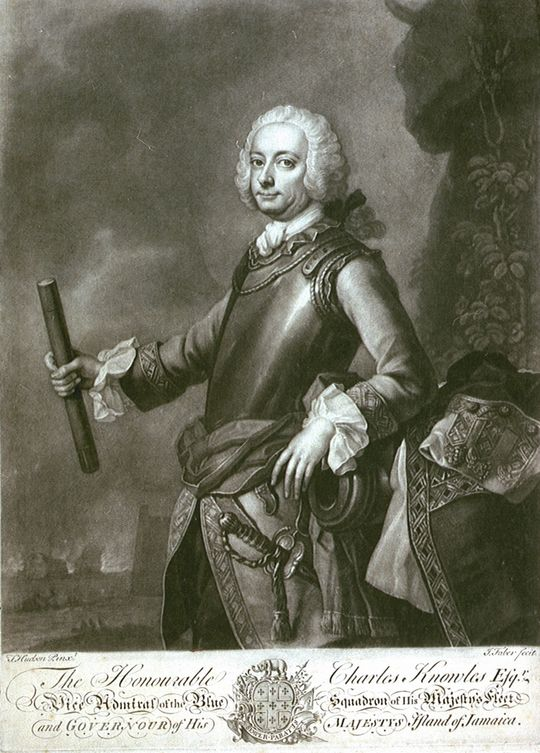
Адмирал Чарльз Ноулз

Пока губернатор Ширли находился в Луисбурге, между Королевским флотом и населением Бостона возник конфликт. Военно-морской флот давно пытался комплектовать свои экипажи за счёт местного населения. Принудительная вербовка на флот было давней практикой в Великобритании, но её применению в Америке сопротивлялись колонисты. В 1702 году Форт-Уильям обстрелял корабль Swift, когда он попытался покинуть Бостон с шестью насильно завербованными матросами на борту. В результате американских жалоб, усиленных британскими торговцами. парламент в 1708 году запретил принудительную вербовку на флот в американских колониях. Руководители ВМФ утверждали, что американское освобождение от набора было в силе только во время войны королевы Анны, которая закончилась в 1713 году. На практике капитаны Королевского флота должны были обращаться к колониальным губернаторам за разрешением на вербовку.
Два года спустя командор Чарльз Ноулз, который служил в качестве губернатора Луисбурга после его захвата, принудительно завербовал большое количество моряков в гавани Бостона. Тогда толпа из более 300 человек пленила трёх военно-морских офицеров и заместителя шерифа. а также избила шерифа. Затем толпа отправилась в дом губернатора Ширли, требуя освобождения завербованных. Ширли попытался вызвать солдат, но они не ответили. Ширли смог утихомирить толпу, и она в конце концов разошлась. Позже в тот же день толпа, теперь состоявшая из нескольких тысяч человек, напала на ратушу, разбив окна в здании. Ширли поговорил с толпой и пообещал предъявить свои требования Ноулзу. Толпа разошлась, намереваясь найти корабли Королевского флота, чтобы их сжечь.
После того, как Ширли вернулся домой, толпа, захватив ещё одного военно-морского офицера, вернулась к его дому. Ширли приказал нескольким вооружённым людям, которые защищали его дом, стрелять, но Уильям Пепперрел смог остановить их и уговорить толпу разойтись. Тем временем Ноулз угрожал бомбардировать Бостон. Только после того, как Массачусетский совет принял резолюции в поддержку требований толпы, ситуация в Бостоне стала более спокойной. Толпа в конце концов выпустила заложников, а Ноулз отпустил завербованных моряков.

### Спор о компенсациях и валюте
Ещё один спорный вопрос заключался в компенсации британским колониям от Великобритании за расходы на экспедицию против Луисбурга и оккупацию крепости до тех пор, пока британская армия не пришлёт свои войска. Это представляло проблему для Ширли, так как лидеры экспедиции, в том числе его бывший союзник Уолдо, сильно раздули свои заявленные расходы. Уолдо использовал нежелание Ширли открыто выступать против него, чтобы попытаться сместить губернатора. Ширли смог упредить эти усилия, пообещав колониальной администрации, что он достигнет финансовой стабильности в провинции, удалив лишнюю бумажную валюту.

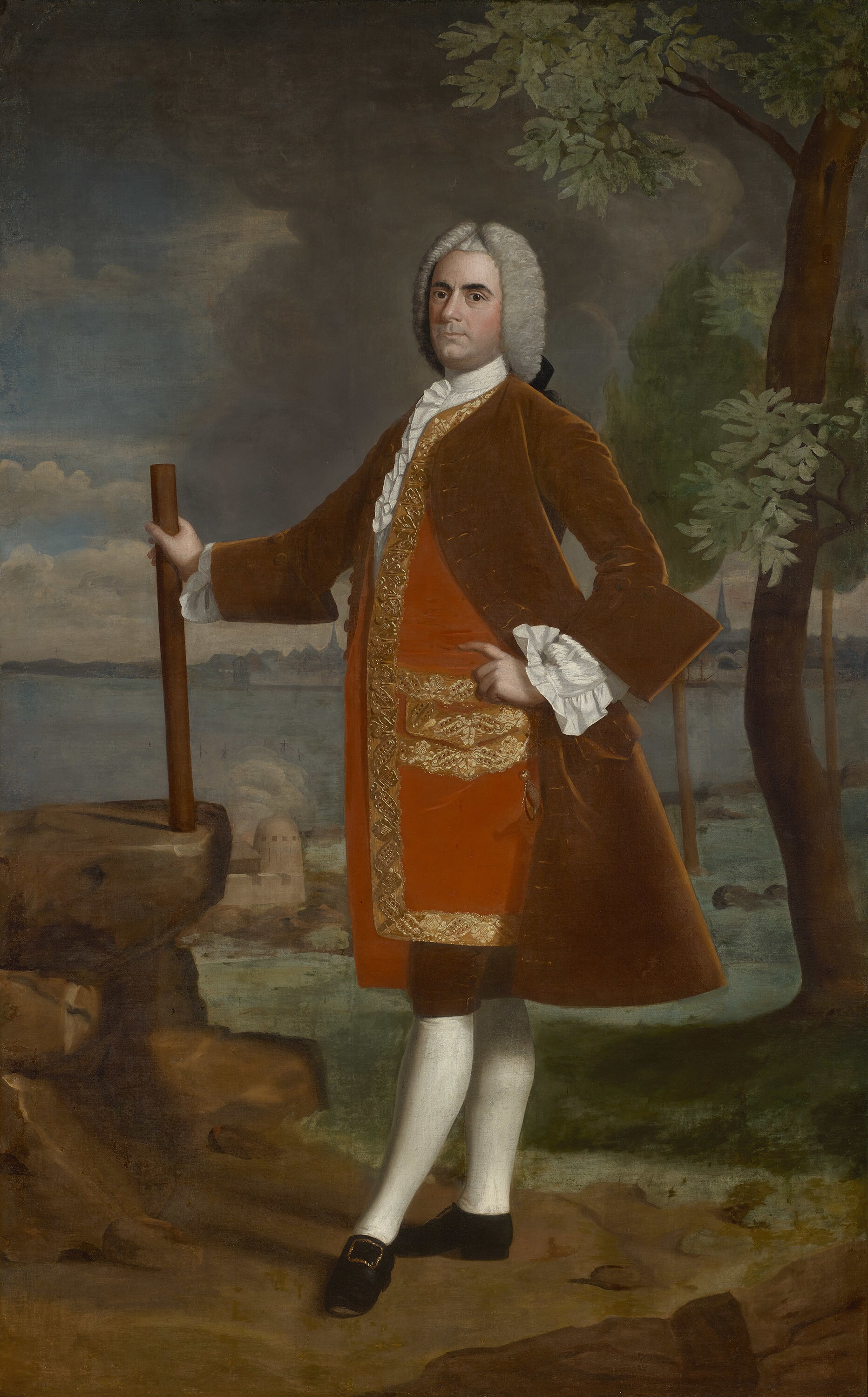
Бригадный генерал Сэмюэл Уолдо, портрет 1730-х годов, худ. Р.Феке

Британское правительство также медленно реагировало на просьбы о компенсации. Некоторые политики, такие как Сэмюэл Адамс (отец знаменитого лидера американской революции), выступали за то, чтобы деньги в лондонских банках служили основой для бумажной валюты, выпущенной колониями. Другие, в том числе Уильям Дуглас и Томас Хатчинсон, спикер провинциального собрания, высказались за использование компенсации, чтобы обеспечить ею бумажную валюту и дать Массачусетсу твёрдую валюту. В 1748 году британцы вернули Луисбург Франции, а Массачусетс всё ещё ожидал компенсации за его захват.
Тем временем губернатор Ширли пытался финансировать кампанию по захвату форта Сент-Фредерик, для этого он выпустил больше бумажных денег. Кампания была прекращена, когда метрополия её не поддержала, но инфляция уже серьёзно выросла. Потеря Луисбурга усилила общественное недовольство губернатором, который рассматривался как соучастник британских интриг против американских колоний. Даже Уильям Пепперрел присоединился к сторонникам отставки Ширли.
Конфликт Ширли с Сэмюэлем Уолдо в связи с компенсациями в конечном итоге достиг высокого уровня: между ними завязался длительный судебный спор. Ширли отплыл в Британию в сентябре 1749 года для получения поддержки в этом споре, незадолго до того, как обещанная компенсация достигла Бостона. Пока Ширли был за границей, Хатчинсон, Эндрю Оливер и другие служили заменяли его, официально обязанности губернатора исполнял его заместитель Спенсер Фипс.

## Европейская интерлюдия
В Лондоне Ширли встретился с Ньюкаслом и колониальным секретарём, герцогом Бедфордом, чтобы обсудить колониальные дела. Ньюкасл приказал изучить военные книги Уолдо и Пепперрела; анализ доказал, что оба завысили свои расходы на экспедицию.

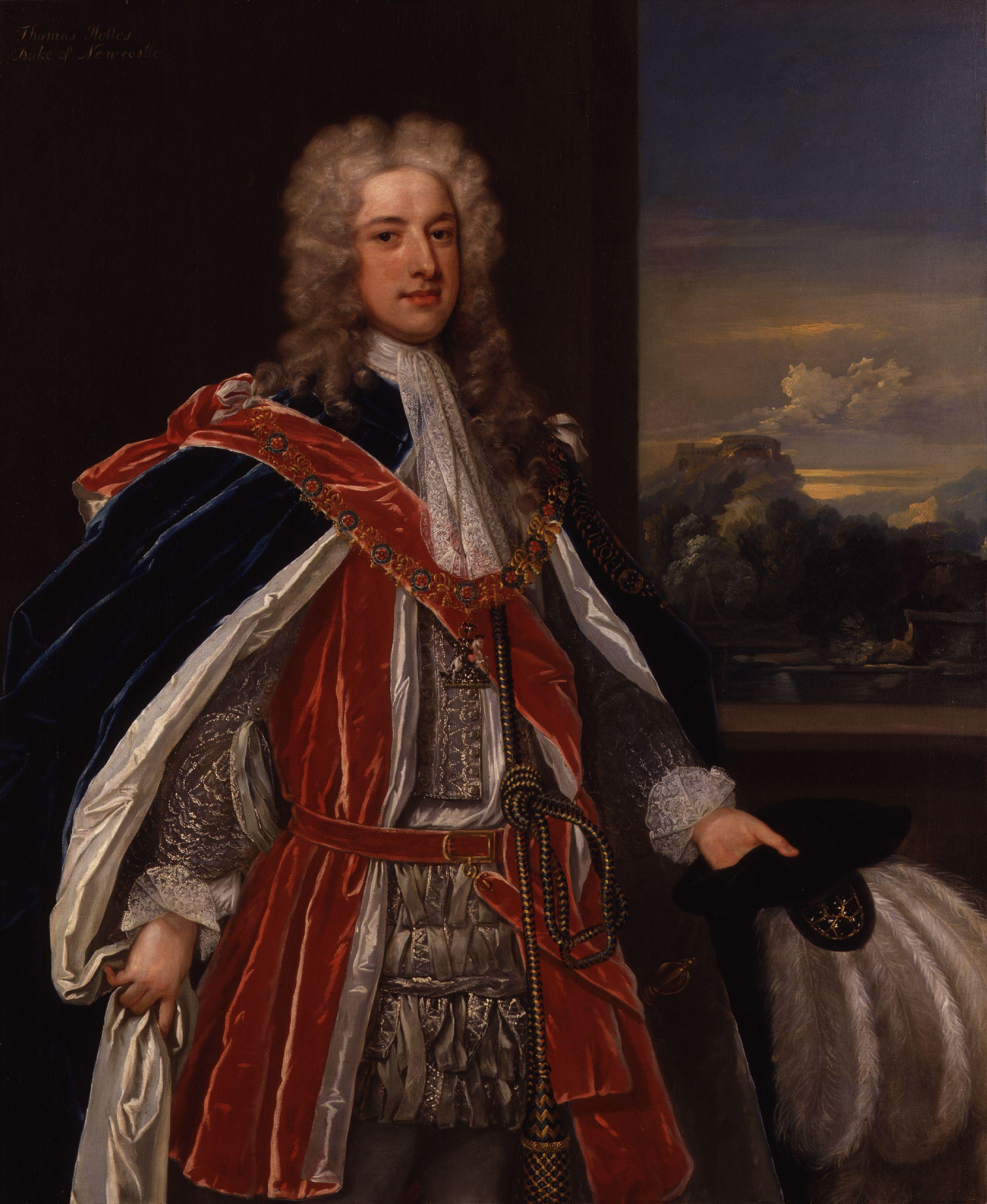
Покровитель Ширли, герцог Ньюкасл

Ширли также рассказал о своих политических проблемах. Пока он был в Лондоне, пришла новость, что губернатор Нью-Йорка Джордж Клинтон Клинтон хочет оставить свой пост. Ширли обратилась в Ньюкасл за новым назначением, но был проигнорирован. Ньюкасл, возможно, был разочарован Ширли, который принял неожиданное предложение от Бедфорда принять участие в комиссии, созданной для разграничения границ между британскими и французскими территориями в Северной Америке. Комиссия собиралась встретиться в Париже, и Ширли рассматривал её как возможность продвинуть свои экспансионистские взгляды. Ньюкасл и Бедфорд были в то время вовлечены в политическую борьбу, и Ньюкасл был недоволен тем, что Ширли принял предложение Бедфорда. Ширли смог убедить Ньюкасла, что его опыт будет полезен на переговорах.
Комиссия собралась в Париже. Ширли занял жёсткую позицию на переговорах, заявив о расширении британской территории; он обозначил как британскую всю территорию к востоку от линии от реки Кеннебек к северу до реки Святого Лаврентия. Пока тянулись переговоры, французские и британские агенты активно расширяли свои интересы в долине реки Огайо, повышая напряжённость.
В 1751 году Ширли вызвал небольшой скандал, когда женился на Жюли, молодой дочери своего парижского домохозяина. Его отозвали в Лондон после того, как другие переговорщики от Британии пожаловались, что Ширли предпринимает действия, не посоветовавшись с ними. Ширли вернулась в Лондон, убеждённый, что французов нужно изгнать из Северной Америки. В итоге переговоры закончились неудачей.
Ширли возобновил свои претензии на губернаторство в Нью-Йорке, но был вновь проигнорирован Ньюкаслом, который был расстроен скандальностью нового брака Ширли. Ему было приказано вернуться в Массачусетс, что он и сделал, оставив жену в Лондоне.

## Возвращение в Массачусетс
Оппозиция Ширли в Массачусетсе сошла на нет, пока он был в Европе. Ширли вскоре пришлось столкнуться с растущим конфликтом на границе с французской Канадой. Напряжённость возрастала, особенно в Огайо, где британские и французские торговцы вступали в конфликт. Когда Бостона достигли ложные слухи о французской военной деятельности на северной границе провинции (в Мэне), Ширли организовал экспедицию на реку Кеннебек, чтобы укрепить оборону региона. Эта экспедиция построила Форт-Галифакс, ныне Уинслоу, штат Мэн.

### Семилетняя война

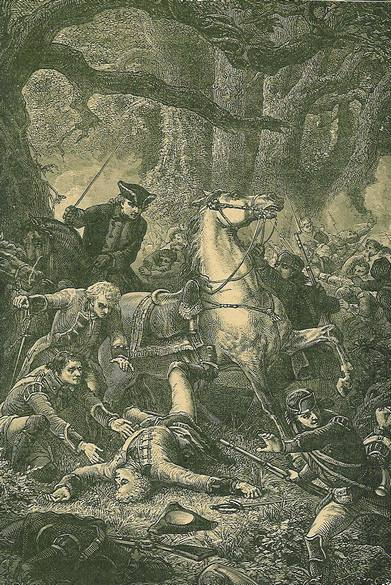
Ранение генерала Эдварда Брэддока в битве при Монгонахеле

Ширли обратился к губернатору Новой Шотландии Чарльзу Лоуренсу за помощью в борьбе с французской угрозой на границах, предлагая сотрудничать в военных действиях. Ширли и Лоуренс полагали, что их предлагаемая экспедиция также потребует помощи Великобритании и отправит письма с просьбой об этом. В то же время они активизировали подготовку в ожидании подтверждения помощи. Ширли также возродил свою давнюю идею экспедиции против форта Сент-Фредерик. Он договорился с исполняющим обязанности губернатора Нью-Йорка Джеймсом Деланси, который был в целом враждебен интересам Массачусетса, и предложил, чтобы экспедицию возглавил индейский комиссар Нью-Йорка полковник Уильям Джонсон. Джонсон был против, но Ширли смог его убедить принять командование.
Поскольку французская и индейская война стала предметом имперской озабоченности, два британских полка под командованием генерала Эдварда Брэддока были отправлены в Америку. В обмене письмами Брэддок объявил о своём намерении использовать эту силу против форта Дюкен в Огайо, а Ширли безуспешно нацеливал его на Форт-Ниагару. На конференции губернаторов и военачальников в апреле 1755 года Ширли произвёл положительное впечатление на Брэддока. Брэддок заявил, что форт Дюкен станет его целью, но разрешил Ширли собрать полк и выступить на Форт-Ниагару. При этом экспедиция Ширли и Джонсона должны были производиться без материально-технической помощи от регулярной армии.
Ширли отправился в Нью-Йорк, где вёл переговоры с торговцами о поставках для своей экспедиции. Прохладные отношения, которые он имел с губернатором Де Ланси, не улучшились. Ширли рассорился и с Джонсоном, пытаясь переманить его солдат и увеличить силу своей экспедиции в Форт-Ниагару. Антагонизму способствовал тот факт, что две экспедиции конкурировали за поставки из одних и тех же источников.

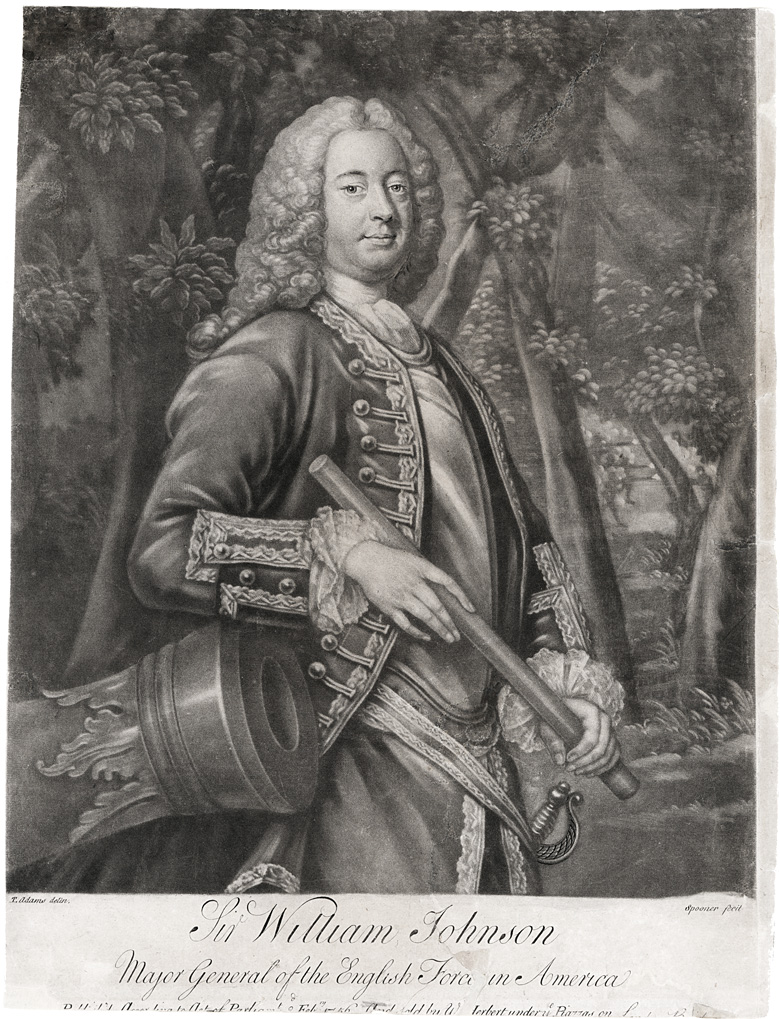
Уильям Джонсон, 1756

Экспедиция Ширли дошла до форта Осуиго в середине августа. Ширли узнал по дороге, что генерал Брэддок умер от ран после битвы при Монгонахеле, в которой погиб и сын Ширли Уильям. В результате он стал временным главнокомандующим североамериканскими войсками. Его экспедиция увязла под Осуиго в связи с необходимостью улучшить оборону и продолжавшимся кризисом в обеспечении ресурсами. 18 сентября на совете было решено продолжить движение к форту Ниагара, но через неделю решение было отменено. Ширли вернулся в Олбани, озабоченный необходимостью управлять всеми британскими военными усилиями на континенте.
Зимой 1755—1756 годов вражда Ширли с Джонсоном продолжилась. Джонсон продолжал утверждать свою исключительную власть над контактами с индейцами и жаловался на вмешательство Ширли в вербовку его солдат. Джонсон и Деланси подавали нелестные сообщения новому губернатору Нью-Йорка, сэру Чарльзу Харди, который отправил их в Лондон. Ширли не знал об этой новой угрозе его власти.
В Лондоне даже герцог Ньюкасл пришёл к выводу, что ему нужен кто-то, менее втянутый в споры с другими лидерами колоний. Британские лидеры также получили перехваченные письма во Францию, которые, по мнению некоторых, были написаны Ширли, отчасти потому, что он женился на француженке. Ширли не знал об этом до апреля 1756 года, и к этому времени британское руководство уже решило заменить его как главнокомандующего.
Ожидая отставки, Ширли приложил усилия для укрепления гарнизона форта Осуиго. Он продолжал мобилизовывать ресурсы для обеспечения гарнизонов Осуиго и Лейк-Джордж, но его авторитет ослабевал из-за новостей о его скорой отставке. Военные дела продолжали ухудшаться, а Осуиго пал 10 августа.
Хотя Ширли был снят с должности главнокомандующего, он сохранил губернаторство в Массачусетсе. Он ожидал потерять и этот пост вскоре после своего возвращения в Бостон в августе. Новый главнокомандующий лорд Лоудон поднял вопросы о расходах Ширли, связанных с войной, что только усугубило положение Ширли. Ширли отправился в Англию в октябре 1756 года, а в следующем году был официально заменён Томасом Паунэллом.

## Поздние годы
По прибытии в Лондон Ширли обнаружил, что лишился покровителя — Ньюкасл более ему не симпатизировал, а разногласия с Лоудоном означали, что он вряд ли получит очередную североамериканскую должность.

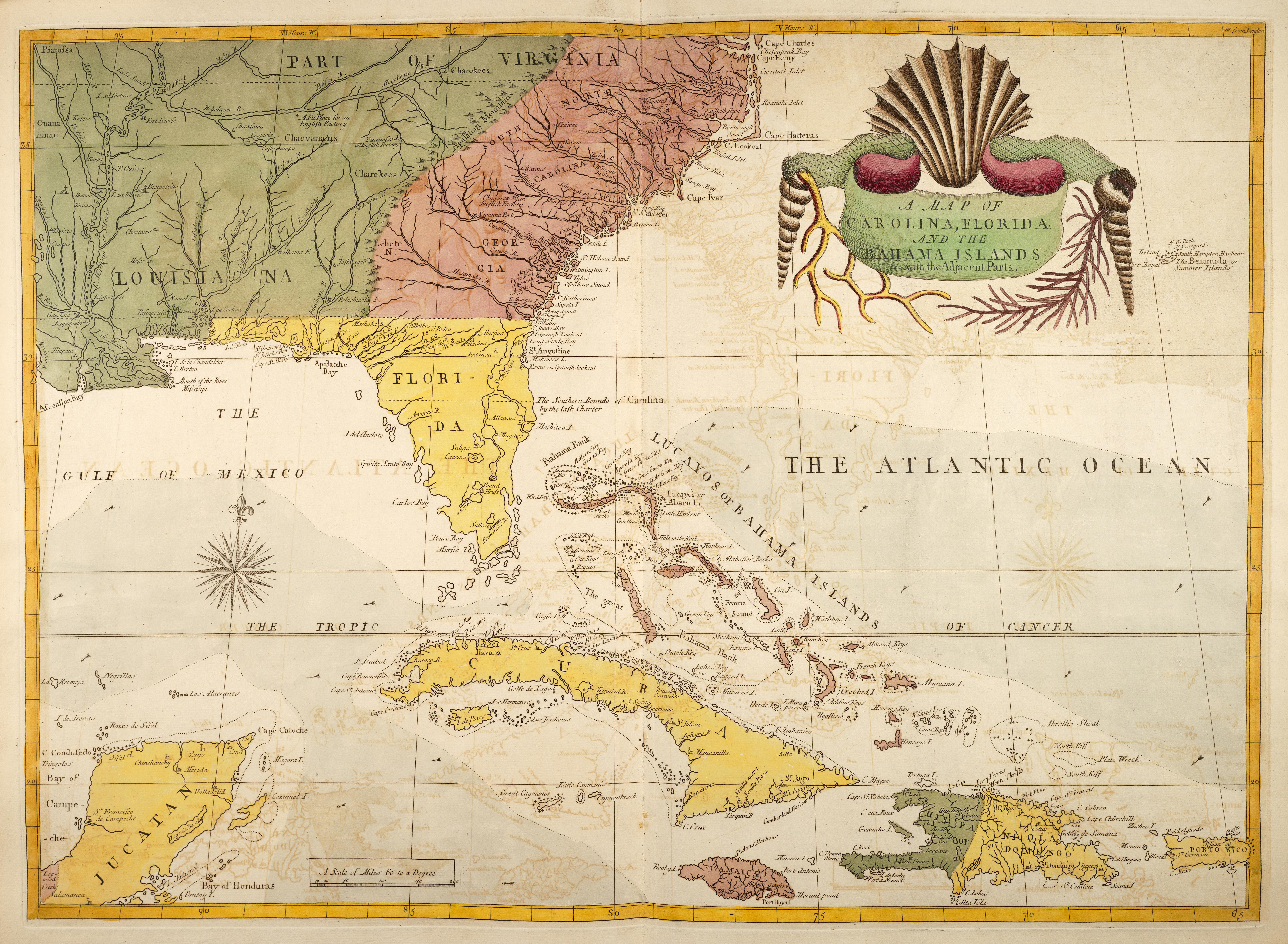
Карта 1754 года, показывающая Багамские острова, испанскую Флориду и Карибские острова

В конце 1758 года Ширли был назначен губернатором Багамских Островов. Ширли прибыл на Багамы 31 декабря, при этом его корабль сел на мель на подходе к островам. В конце концов он прибыл без инцидентов и травм в Нассау и принял бразды правления. Его правление здесь было спокойным; борьба с контрабандистами на островах была главной проблемой, требовавшей внимания губернатора. Отчасти для борьбы с незаконной торговлей он просил у Лондона дать Нассау статус свободного порта, но при его правлении этого добиться не удалось. Он также наблюдал за ремонтом особняка губернатора и содействовал строительству церквей. В 1765 году, после смерти жены, он забрал своих детей в Англию. Сам он вернулся на острова, где ему пришлось бороться с протестами против недавно принятого Гербового акта. Когда он предложил использовать марки на официальных документах в местном собрании, реакция оппозиции была настолько жёсткой, что Ширли распустил собрание. К моменту, когда собрание собралось, Акт был отменён.
Его здоровье ухудшалось, и Ширли в конечном итоге был заменён на посту губернатора своим сыном Томасом, который был назначен в ноябре 1767 года и прибыл на должность в следующем году. Ширли отплыл в Бостон, где поселился в своём старом доме в Роксбери с дочерью и зятем. Там он умер 24 марта 1771 года. После государственных похорон он был похоронен в Королевской часовне.

## Семья и наследие

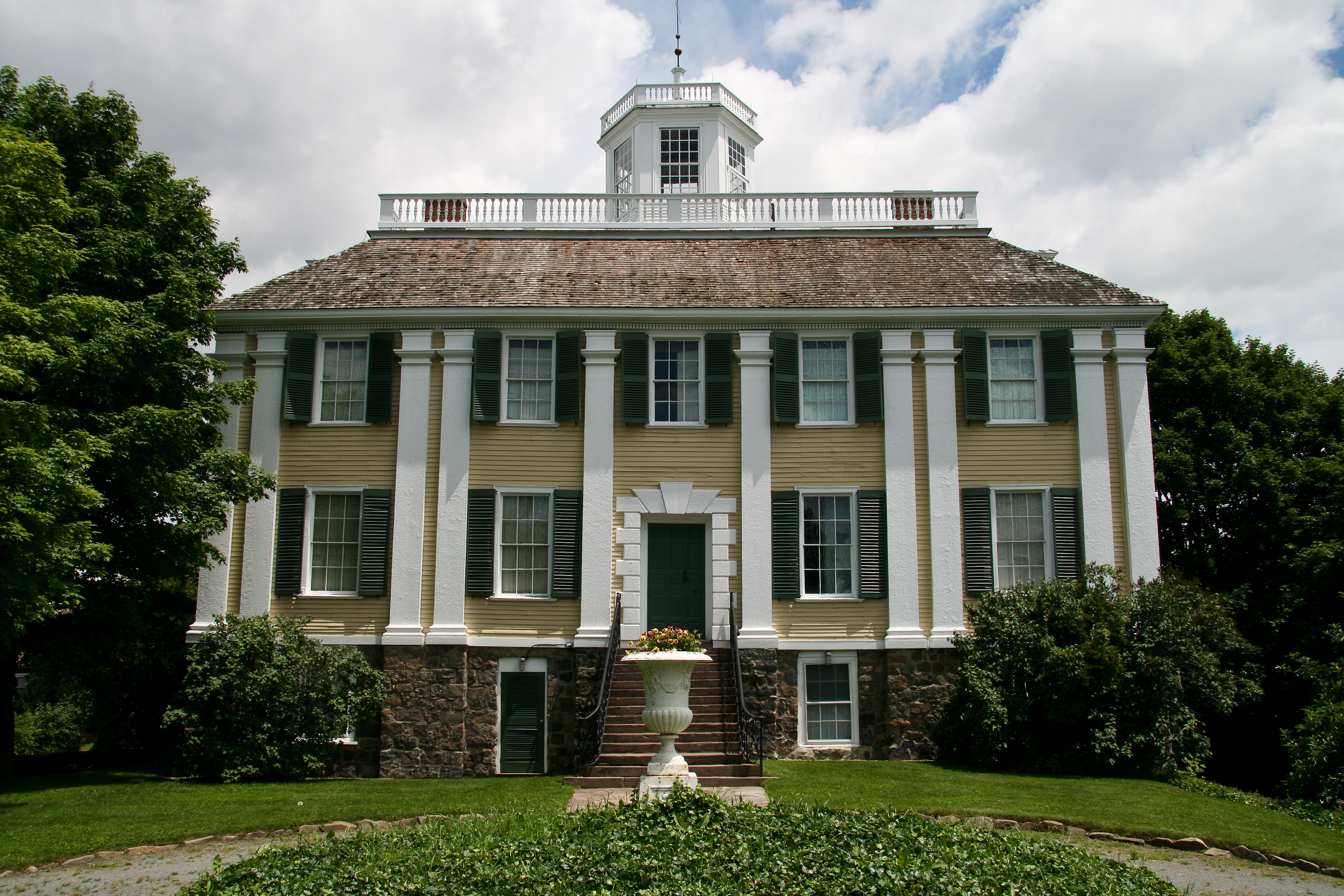
Дом Ширли-Юстис в Роксбери

Сын Ширли Томас стал генерал-майором британской армии, получил титул баронета в 1786 году как баронет Ширли из Оут-Холла и служил губернатором Багамских островов, Доминики и Подветренных островов. Он умер в 1800 году. Другой сын, Уильям-младший, был убит в 1755 году в битве при Мононгахеле. Дочь Ширли Энн вышла замуж за Джона Эрвинга, члена губернаторского совета Массачусетса.
Ширли построил особняк в Роксбери между 1747 и 1751 годами. Он продал его своей дочери и зятю Элиакиму Хатчинсону в 1763 году. Позднее он попал в руки Уильяма Юстиса, губернатора штата Массачусетс в XIX веке. Ныне он известен как Дом Ширли-Юстис, он по-прежнему стоит на улице Ширли 33.
Город Ширли, штат Массачусетс, был основан во время его пребывания на посту губернатора.

### Статьи
- Schutz, John. Succession Politics in Massachusetts, 1730–1741 (англ.) // The William and Mary Quarterly[англ.] : journal. — 1958. — October (no. Third Series, Volume 15, No. 4). — P. 508—520. — JSTOR 2936905.
- Foster, Stephen. Another Legend of the Province House: Jonathan Belcher, William Shirley, and the Misconstruction of the Imperial Relationship (англ.) // The New England Quarterly[англ.] : journal. — 2004. — June (vol. 77, no. 2). — P. 179—223. — JSTOR 1559744.